# NGC 3762
NGC 3762 est une galaxie spirale située dans la constellation de la Grande Ourse. NGC 3762 a été découverte par l'astronome germano-britannique William Herschel en 1790.

## Caractéristiques
Sa vitesse par rapport au fond diffus cosmologique est de3 596 ± 40 km/s, ce qui correspond à une distance de Hubble de 53,0 ± 3,8 Mpc (∼173 millions d'al).
La classe de luminosité de NGC 3762 est I.

## Groupe de NGC 3762
NGC 3762 est la galaxie la plus grosse et la plus brillante d'un trio de galaxies qui porte son nom. Les deux autres galaxies du groupe de NGC 3762 sont NGC 3725 et UGC 6528.
Abraham Mahtessian mentionne aussi ce groupe avec les mêmes galaxies. Il y a cependant une erreur dans l'article de Mahtessian, UGC 6528 est noté 1129+6206 au lieu de 1129+6207, une abréviation pour CGCG 1129.9+6207.